# Stellaria recurvata
Stellaria recurvata är en nejlikväxtart som beskrevs av Carl Ludwig von Willdenow och Diederich Franz Leonhard von Schlechtendal. Stellaria recurvata ingår i släktet stjärnblommor, och familjen nejlikväxter. Utöver nominatformen finns också underarten S. r. aequatorialis.